# Випробування на надійність
Випро́бування на наді́йність — випробування, які виконують для визначення чи контролю показників надійності в заданих умовах. Під оцінкою (визначенням) показників надійності розуміють точкову чи інтервальну (границі довірчого інтервалу, в якому із заданою імовірністю знаходиться дійсне значення показника) оцінку показника.

## Основні методи
Випробування на надійність проводяться для того, щоб на ранніх етапах життєвого циклу виробу виявити потенційні проблеми, забезпечити впевненість, що система буде відповідати заданим вимогам.
Для визначення показників надійності використовують два методи:
- непараметричний — за невідомого виду закону розподілу випадкової величини (наробітку до відмови, ресурсу, терміну служби, терміну збережуваності, тривалості відновлення), який містить у собі безпосередню оцінку показників надійності за вибірковими даними;
- параметричний — за відомого виду закону розподілу випадкової величини, який містить у собі оцінку параметрів закону розподілу, що входять у розрахункову формулу показника надійності, що визначається, та оцінку показника надійності за розрахованими оцінками параметрів закону розподілу.

Складні системи можуть випробовуватися на рівні компонент, пристроїв, підсистем і всієї системи в цілому. Наприклад, випробування компонент на вплив зовнішніх факторів може виявити проблеми перед тим, як вони будуть виявлені на вищому рівні інтеграції. Розрахунок надійності проводиться на кожному з рівнів випробувань. При цьому часто використовуються такі методи, як аналіз зростання надійності та системи обліку та аналізу відмов і коригувальних дій (FRACAS). Недоліками таких випробувань є значні час і витрати. Для здешевлення і скорочення у часі випробувань можуть бути проводитись прискорені випробування та застосовуватись методи планування експериментів та моделювання.
Все частіше застосовуються так звані прискорені випробування у динамічно змінному середовищі для оцінювання якості і надійності високоякісної і високонадійній продукції, в тому числі і структурно-складних систем з урахуванням їх старіння, втоми, зносу і деградації в ході їх експлуатації. Для цього в статистиці прискорених випробувань розроблені спеціальні моделі прискорення життя (див праці авторів: Nelson, Meeker and Escobar, Singpurvalla), котрі добре адаптовані для статистичного аналізу даних про відмови, що спостерігаються як при змінних у часі стресових навантаженнях, так і при наявності процесів деградації, що у свою чергу можуть залежати від цих стресів.

## Види випробувань на надійність
Випробування на надійність поділяються на визначальні та контрольні.
Визначальні випробування (англ. determining tests) технічних об'єктів на надійність проводяться з метою визначення фактичних кількісних показників надійності для одного з варіантів випробувань, що відповідають заданим умовам застосування.
Визначальні випробування проводяться після освоєння новостворених або модернізованих технічних об'єктів на зразках, виготовлених уже за технологією, що відповідає передбачуваному виду (серійному чи масовому) виробництва. При визначальних випробуваннях виконується також перевірка закону розподілу відмов для даного виду об'єкту. Результати визначальних випробувань служать підставою для оцінки відповідності фактичних показників надійності технічних об'єктів вимогам технічних умов (ТУ).
Контрольні випробування (англ. proof-testing) технічних об'єктів на надійність проводяться з метою контролю відповідності кількісних показників надійності відповідним стандартам чи ТУ. Ці випробування проводяться періодично в терміни, передбачені стандартами або технічними умовами на даний об'єкт.
За умовами проведення випробування на надійність визначальні та контрольні випробування поділяються на лабораторні та експлуатаційні:
- лабораторні випробування на надійність — контрольні чи визначальні випробування на надійність, що проводяться в заданих і контрольованих режимах та умовах навколишнього середовища, які відповідають умовам експлуатації або відрізняються від них. Вони у свою чергу за часовими термінами поділяються на прискорені та нормальні:
  - прискорені випробування на надійність — лабораторні (стендові) випробування, методи та умови проведення яких забезпечують одержання інформації про надійність за коротший термін, ніж за нормальних випробувань на надійність;
  - нормальні випробування на надійність — лабораторні (стендові) випробування, методи й умови проведення яких максимально наближені до експлуатаційних для об'єкта;
- експлуатаційні випробування на надійність — контрольні чи визначальні випробування, що проводяться в умовах експлуатації при реєстрованих режимах роботи, умовах навколишнього середовища, технічного обслуговування та вимірювань.

## План випробування на надійність
Показники надійності, що мають зміст математичних сподівань випадкових величин або імовірностей деяких випадкових подій, не можуть бути точно визначені в процесі контролю та випробувань, внаслідок чого рішення приймають на підставі їх оцінок, які отримані з тією або іншою точністю, або первинних даних — наробітків, чисельності відмов тощо. Статистичні випробування планують у залежності від типу об'єкта, встановлених обмежень на тривалість та вартість випробувань.
Оскільки контроль надійності виконується на основі випробувань вибірки, то при прийнятті рішень можливі два види помилок:
- помилка першого роду, коли добра партія відбраковується;
- помилка другого роду, коли погана партія приймається за добру.

Ймовірність помилки першого роду називається ризиком виробника і позначається літерою {\displaystyle \alpha }. Ймовірність помилки другого роду називається ризиком споживача і позначається літерою {\displaystyle \beta }. Дуже часто приймають {\displaystyle \alpha =\beta =}0,2.
Сукупність умов випробувань контрольованих технічних об'єктів і правил прийняття рішень називається планом випробування.
План випробувань на надійність — сукупність правил, що встановлюють обсяг вибірки, порядок проведення випробувань, критерії їх завершення та прийняття рішень за результатами випробувань.
Під сукупністю умов випробувань розуміються критерії приймання і бракування, задані значення {\displaystyle \alpha } та {\displaystyle \beta }, встановлений обсяг випробувань тощо. Критерії прийняття рішень визначаються методами контролю. Через те що число сполучень різних умов випробувань і правил прийняття рішень може бути значущим, то і кількість можливих планів досить велика.